# Спартак (Софія)
«Спартак» (Софія) (болг. ФК Спартак (София)) — колишній болгарський футбольний клуб з міста Софія. Домашні матчі проводив на стадіоні «Раковскі», що вміщає близько 5 000 глядачів.

## Історія
1944 року два столичні болгарські клуби «Раковскі», заснований у 1910 році та ФК’13, заснований у 1913 році, володар Кубка Болгарії 1938 і 1940 років, об'єднались у спільну команду. А вже у 1947 році об'єднаний клуб разом із клубом «Юнак» потрапив під опіку болгарського МВС, через що новостворений єдиний клуб був перейменований у «Спартак».
У сезоні 1948/49 «Спартак» дебютував у вищій болгарській лізі, але був виключений після одного розіграшу, незважаючи на 5-е місце в кінці сезону. У 1951 році команда повернулась в еліту і двічі поспіль стала віце-чемпіоном Болгарії. Втім найбільший успіх команда досягла в 1968 році, здобувши Кубок Болгарії. Цей тріумф дозволив команді кваліфікуватись на Кубок володарів кубків 1968/69. Але оскільки того ж року відбулось вторгнення військ Варшавського договору до Чехословаччини, клуби Західної Європи відмовились грати проти країн соцтабору. В результаті УЄФА змушене було робити нове жеребкування, де б команди країн Варшавського договору мали зустрітись у першому раунді між собою. В знак протесту команди з Болгарії, Східної Німеччини, Угорщини, Польщі та СРСР бойкотували турнір, через що «Спартак», як і його суперник східнонімецький «Уніон» (Берлін) на турнірі не зіграли.
А вже 22 січня 1969 року команда припинила своє самостійне існування злилася з набагато титулованішим клубом «Левькі» під назвою «Левскі-Спартак». З 1990 року команда «Спартак» була відновлена і грала в аматорських лігах. З 2005 року вона повернула стару назву «Левскі-Спартак», втім вже у 2007 році припинила своє існування, об'єднавшись із клубом «Локомотив 101» (Софія).

## Досягнення
Чемпіонат Болгарії
- Віце-чемпіон : 1951 і 1952

Кубок Болгарії
- Володар: 1968.
- Фіналіст: 1952, 1967

Балканський кубок
- Фіналіст: 1968

## Статистика у вищому дивізіоні
| Сезон   | Місце |  | Сезон   | Місце |
| ------- | ----- |  | ------- | ----- |
| 1948/49 | 5.    |  | 1961/62 | 5.    |
| 1951    | 2.    |  | 1963/64 | 13.   |
| 1952    | 2.    |  | 1964/65 | 13.   |
| 1953    | 12.   |  | 1965/66 | 4.    |
| 1956    | 9.    |  | 1966/67 | 4.    |
| 1957    | 11.   |  | 1967/68 | 4.    |
| 1959/60 | 11.   |  | 1968/69 | 7.    |

## Відомі гравці
- Борис Апостолов
- Добромир Жечев
- Стоян Кітов
- Васил Мітков
- Милко Гайдарський
- Міхаїл Гьонін
- Павел Панов
- Апостол Соколов
- Стефан Аладжов
- Іван Давидов
- Іван Димитров
- Тодор Дієв

## Відомі тренери
- Христо Младенов